# Podlesnoit
Podlesnoit ist ein sehr selten vorkommendes Mineral aus der Mineralklasse der „Carbonate und Nitrate“. Er kristallisiert im orthorhombischen Kristallsystem mit der idealisierten chemischen Zusammensetzung BaCa2(CO3)2F2 und ist damit chemisch gesehen ein Barium-Calcium-Carbonat mit zusätzlichen Fluor-Ionen.
Podlesnoit bildet hauptsächlich perfekt ausgebildete prismatische, nach [001] gestreckte Kristalle bis zu 1 mm Größe, die zu Gruppen von 2 cm Durchmesser zusammentreten. Einzelne Kristalle sind selten. Daneben findet er sich in Form von radialstrahligen sphärolithischen Aggregaten von maximal 5 mm Durchmesser, die aus dünnen nadeligen oder faserigen Individuen bestehen.
Die Typlokalität des Podlesnoits ist das nach Sergei Mironowitsch Kirow benannte „Apatitbergwerk Kirow“ (Koordinaten des Apatitbergwerks Kirow), das auch als „Kirovskii Apatite Mine“, „Kirovsky Mine“, „Kirovskii Mine“ oder „Kirov Mine“ (russisch Кировский рудник) bekannt ist und sich südlich des Berges Kukiswumtschorr (Kukisvumchorr) im südlichen Teil des Chibinen-Massivs, Oblast Murmansk, Halbinsel Kola, Russland, befindet.

## Etymologie und Geschichte
In den letzten Januartagen des Jahres 2006 wurde im Apatitbergwerk Kirow ein Abbau aufgefahren, in dem der Sprengmeister Aleksandr Semenovich Podlesnyi Anfang Februar 2006 einen linsenförmigen, ca. 3 m langen Hydrothermalkörper fand, der hauptsächlich aus Natrolith bestand und kavernöse Bereiche mit einem unbekannten Mineral enthielt. Bereits nach ersten chemischen und röntgendiffraktometrischen Untersuchungen stellte es sich als neues Calcium-Barium-Fluorcarbonat heraus. Nach intensiven weiteren Untersuchungen wurde das Mineral der International Mineralogical Association (IMA) vorgelegt, die es im Jahre 2006 unter der vorläufigen Bezeichnung IMA 2006-033 als neues Mineral anerkannte.
Im Jahre 2008 erfolgte die wissenschaftliche Erstbeschreibung dieses Minerals durch ein Team aus russischen Wissenschaftlern mit Igor V. Pekov, Natalia V. Zubkova, Nikita V. Chukanov, Dmitriy Yu. Pushcharovsky, Natalia N. Kononkova und Aleksandr E. Zadov im US-amerikanischen Wissenschaftsmagazin The Mineralogical Record als Podlesnoit (russisch Подлесноит, englisch Podlesnoite). Sie benannten das Mineral nach dem Finder, dem russischen Amateurmineralogen und Sammler Aleksandr Semenovich Podlesnyi (russisch Александр Семенович Подлесный) (1948–2010). Podlesnyi war einer der besten Kenner der Minerale des „Apatitbergwerks Kirow“. Seine über 25-jährige Zusammenarbeit mit professionellen Mineralogen führte zur Erstbeschreibung zahlreicher neuer Minerale. Material aus seinen eigenen Aufsammlungen bildet den Holotyp von elf Mineralen (Tuliokit, Kukisvumit, Sitinakit, Belovit-(La), Labuntsovit-Fe, Lemmleinit-Ba, Kukharenkoit-(La), Shirokshinit, Middendorfit, Armbrusterit und Podlesnoit) sowie den Cotyp weiterer vier neuer Minerale (Kukharenkoit-(Ce), Tsepinit-K, Neskevaarait-Fe und Kalium-Arfvedsonit) – was wahrscheinlich einen moderner Rekord für die Anzahl neuer Minerale darstellt, die auf der Basis von Eigenfunden eines einzigen Sammlers beschrieben wurden.
Das Typmaterial für Podlesnoit wird unter der Katalognummer 3460/1 in der Systematischen Sammlung des Mineralogischen Museums „Alexander Jewgenjewitsch Fersman“ der Russischen Akademie der Wissenschaften in Moskau aufbewahrt.

## Klassifikation
Die mittlerweile veraltete, aber teilweise noch gebräuchliche 8. Auflage der Mineralsystematik nach Strunz führt den Podlesnoit noch nicht auf. Er würde zur Mineralklasse der „Carbonate, Nitrate und Borate“ und dort wahrscheinlich zur allgemeinen Abteilung der „Wasserfreien Carbonate mit fremden Anionen“ gehören, wo er zusammen mit den Bastnäsiten und Hydroxylbastnäsiten und den weiteren Mitgliedern Cebait-(Ce), Cordylit-(Ce), Horváthit-(Y), Huanghoit-(Ce), Kozoit-(La), Kozoit-(Nd), Kukharenkoit-(Ce), Kukharenkoit-(La), Lukechangit-(Ce), Micheelsenit, Mineevit-(Y), Parisit-(Ce), Parisit-(Nd), Qaqarssukit-(Ce), Reederit-(Y), Röntgenit-(Ce), Synchysit-(Ce), Synchysit-(Nd), Synchysit-(Y) und Zhonghuacerit-(Ce) die „Bastnäsit-Hydrocerussit-Gruppe“ mit der System-Nr. Vb/B.04 gebildet hätte.
Die seit 2001 gültige und von der International Mineralogical Association (IMA) verwendete 9. Auflage der Strunz’schen Mineralsystematik ordnet den Podlesnoit in die neu definierte Klasse der „Carbonate und Nitrate“ (die Borate bilden hier eine eigene Klasse), dort allerdings ebenfalls in die Abteilung der „Carbonate mit zusätzlichen Anionen; ohne H2O“ ein. Diese ist zudem weiter unterteilt nach den in der Verbindung vorherrschenden Kationen, so dass das Mineral entsprechend seiner Zusammensetzung in der Unterabteilung „Mit Erdalkali-Kationen“ zu finden ist, wo es als einziges Mitglied die unbenannte Gruppe 5.BC.15 bildet.
Die vorwiegend im englischen Sprachraum gebräuchliche Systematik der Minerale nach Dana ordnet den Podlesnoit wie die veraltete Strunz’sche Systematik in die gemeinsame Klasse der „Carbonate, Nitrate und Borate“ und dort in die Abteilung der „Carbonate – Hydroxyl oder Halogen“ ein. Hier ist er als einziges Mitglied in der unbenannten Gruppe 16a.02.05 innerhalb der Unterabteilung „Carbonate – Hydroxyl oder Halogen mit (AB)3+(XO3)2Zq“ zu finden.

## Chemismus
Mittelwerte aus acht Mikrosondenanalysen an Podlesnoit von der Typlokalität lieferten 0,11 % Na2O; 0,05 % K2O; 29,02 % CaO; 0,13 % SrO; 40,77 % BaO; 0,07 % MnO; 0,25 % FeO; 22,9 % CO2; 9,95 % F (–O = F2 4,19, Summe 99,06 %). Die Gehalte von Mg, Pb, Y, Lanthanoiden, Al, Si und Cl liegen unterhalb der Nachweisgrenze. IR-Analysen zeigten, dass kein H2O vorhanden ist.
Aus den Mikrosondenanalysen wurde auf der Basis von sechs Sauerstoffatomen die empirische Formel Ba1,02(Ca1,98Fe0,01Na0,01Sr0,005)Σ=2,005C1,99O6F2,00 berechnet, die sich zu BaCa2(CO3)2F2 idealisieren lässt und Gehalte von 29,87 % CaO; 40,83 % BaO; 23,44 % CO2 und 10,12 % F (–O = F2 4,26, Summe 100,00 %) erfordert.
Die Elementkombination Ba–Ca–C–O–F ist unter den derzeit bekannten Mineralen einzigartig; damit existieren keine Minerale, die eine chemische Zusammensetzung mit den gleichen chemischen Elementen wie Podlesnoit aufweisen. Chemisch ähnlich sind hingegen Brenkit, Ca2(CO3)F2; Rouvilleit, Na3(Ca,Mn,Fe)2(CO3)3F; Aravait, Ba2Ca18(SiO4)6(PO4)3(CO3)F3O; Cordylit-(Ce), NaBaCe2(CO3)4F; Cordylit-(La), (Na,Ca)Ba(La,Ce,Sr)2(CO3)4F; Daqingshanit-(Ce), (Sr,Ca,Ba)3(Ce,La)(CO3)3-x(PO4)(OH,F)2x; Hanjiangit, Ba2CaV3+Al(H2AlSi3O12)(CO3)2F; Stracherit, BaCa6(SiO4)2[(PO4)(CO3)]2F; sowie das noch nicht beschriebenen Cordylit-artige Mineral Ca□Ba2Ce4[CO3]8F2. Podlesnoit ist nach Brenkit erst das zweite Mineral, welches nur Erdalkalimetalle als Kationen enthält.

## Kristallstruktur
Podlesnoit kristallisiert im orthorhombischen Kristallsystem in der Raumgruppe Cmcm (Raumgruppen-Nr. 63) mit den Gitterparametern a = 12,501 Å, b = 5,857 Å und c = 9,433 Å sowie vier Formeleinheiten pro Elementarzelle.
Die Basis der Kristallstruktur des Podlesnoits ist ein dichtes, honigwabenförmiges Gerüst, welches aus in Richtung der c-Achse [001] gestreckten Säulen der CaO6F2-Polyeder, die über gemeinsame Kanten miteinander verknüpft sind, aufgebaut ist. Im Zentrum der Polyeder befindet sich ein achtfach koordiniertes Ca-Atom. In den Hohlräumen dieses Gerüsts sitzen die mit der ac-Ebene koplanaren (CO3)-Gruppen sowie große Barium-Atome. Zehnfach koordinierte Ba-Atome befinden sich im Zentrum der (BaO6F4)-Polyeder, während Fluor-Atome im Zentrum der (FCa2Ba2)-Tetraeder sitzt.
| Kristallstruktur von Podlesnoit |
| - Räumliche Darstellung in der kristallographischen Standardausrichtung - Mit Blickrichtung parallel zur a-Achse - Mit Blickrichtung parallel zur b-Achse - Mit Blickrichtung parallel zur c-Achse |
| Farblegende: _ Ba 0 _ Ca 0 _ C 0 _ O 0 _ F |

Die Struktur des Podlesnoits ist entfernt mit der der Vertreter der Aragonit-Gruppe verwandt und kann als Derivat der Aragonittyp-Struktur aufgefasst werden. Der Übergang von der Aragonit- zur Podlesnoit-Struktur kann als geordnete Substitution von ⅓ der Ca-Kationen durch größere Ba-Kationen und von ⅓ der (CO3)-Gruppen durch Paare aus F-Atomen gemäß der Gleichung [3Ca] + [3(CO3)]  →  [2Ca + Ba] + [2(CO3) + 2F] beschrieben werden.
Diese Transformation bedingt einen Wechsel im Kationen-/Anionen-Verhältnis von 1:1 im Aragonit zu 3:4 im Podlesnoit und führt zu signifikanten strukturellen Änderungen. Im Resultat unterscheiden sich die Minerale der Aragonit-Gruppe vom Podlesnoit in der Symmetrie, der Dimension der Einheitszelle und dem Röntgendiffraktogramm.

## Eigenschaften

### Morphologie
Podlesnoit findet sich innerhalb von Hohlräumen in Form von Überkrustungen auf Natrolith, Ilmenit, Biotit und Barytocalcit. Das Mineral tritt in zwei verschiedenen Varietäten auf, die sich hinsichtlich ihrer Morphologie, Farbe und den Fluoreszenzeigenschaften deutlich voneinander unterscheiden, chemisch aber identisch sind und gleiche optische Eigenschaften sowie das gleiche Röntgendiffraktogramm und IR-Spektrum aufweisen.
Die Varietät I bildet perfekt kristallisierte prismatische, nach [001] gestreckte Kristalle bis zu 1 × 1 × 4 mm Größe, die typischerweise zu Gruppen von bis zu 1,5 × 2 mm Größe kombiniert sind. Isolierte Einzelkristalle sind selten. Trachtbestimmende Form ist das Pinakoid {100}, weitere häufige Flächenformen sind {110}, {210} und {001}. Die Formen {101}, {112} und {313} treten nur untergeordnet, die Formen {111} und {021} nur selten auf. Die Tracht großer Kristalle besteht aus den dominierenden Formen {100}, {001}, {110} und {210}, während {101}, {112} und {313} nur untergeordnet vorhanden sind (siehe die „Tracht 1“ in den nebenstehenden Kristallzeichnungen). Solche Kristalle mit den genannten Flächenformen können Thomsonit-Kristallen sehr ähnlich sein. Kleinere Kristalle weisen kompliziertere Kombinationen der genannten Flächenformen auf, in manchen Fälle auch mit gut entwickelten Dipyramiden wie {101} und {313} (siehe „Tracht 2–4“ in den nebenstehenden Kristallzeichnungen). Die Formen {110} und {210} sind typischerweise parallel [001] gestreift, wobei einige Kristalle auf dem Basispinakoid {001} eine Streifung parallel der b-Achse [010] zeigen. Zwillinge existieren nicht, wohingegen Parallelverwachsungen verbreitet sind.

Tracht und Habitus von Podlesnoit-Kristallen (gleiche Farben bedeuten gleiche Flächenformen)
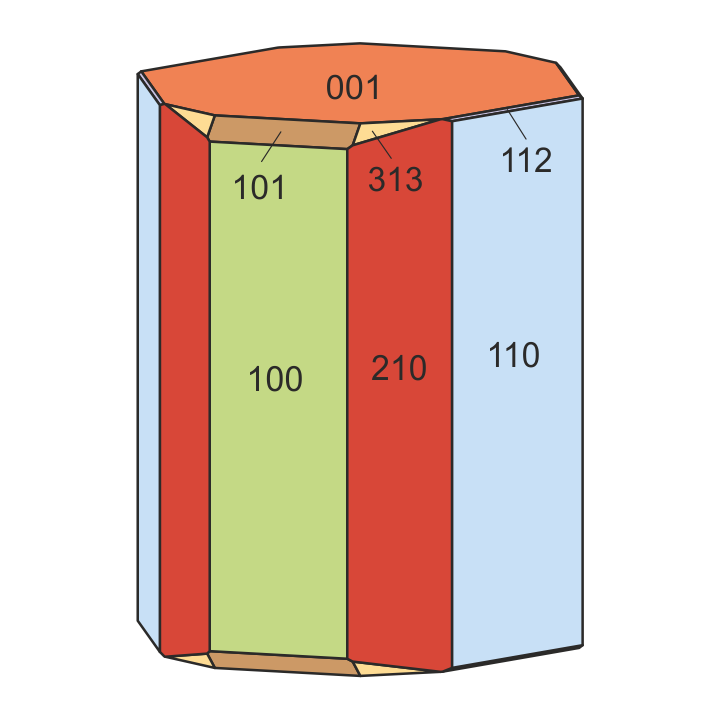
1. Podlesnoit-Kristall Tracht 1
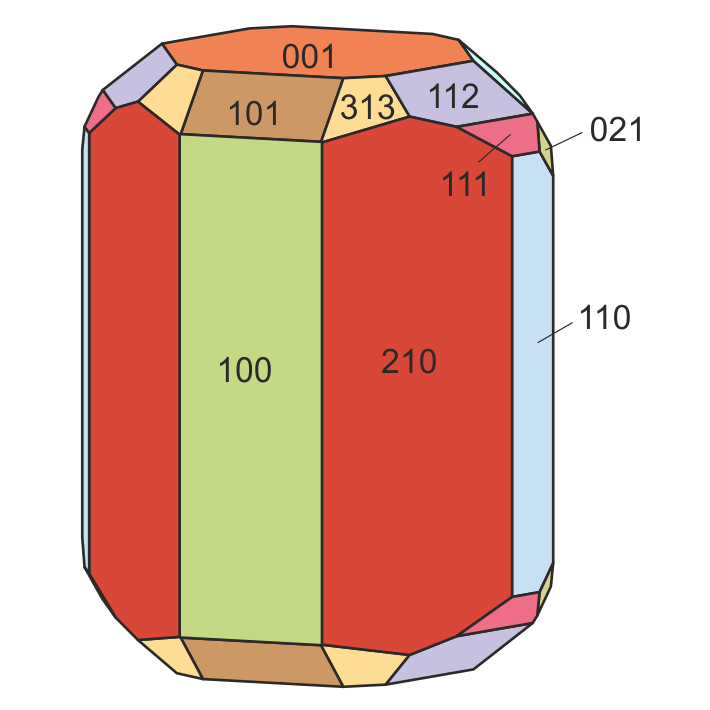
2. Podlesnoit-Kristall Tracht 2
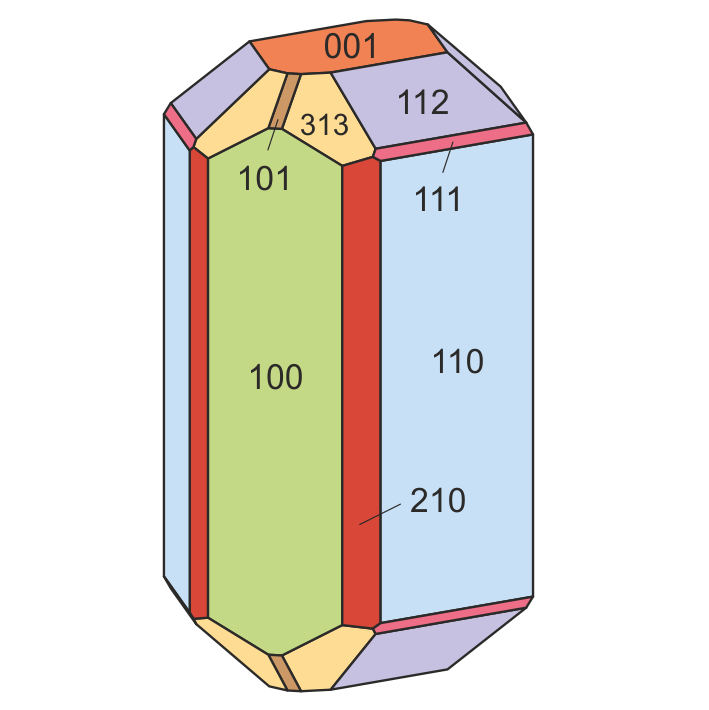
3. Podlesnoit-Kristall Tracht 3
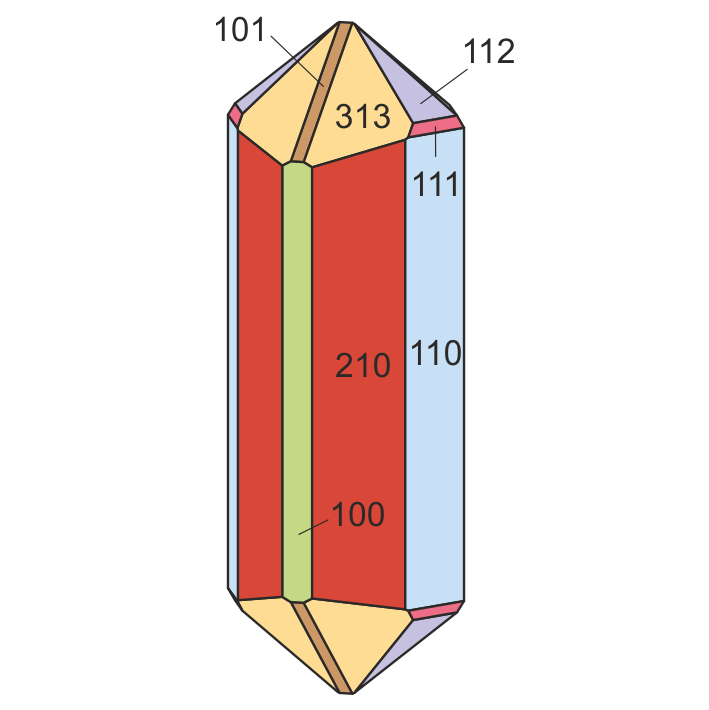
4. Podlesnoit-Kristall Tracht 4

Die Varietät II findet sich dagegen in Form von dichten Sphärolithen mit Durchmessern bis zu 5 mm, die einen radialen Aufbau aus nadeligen bis faserigen, nach [010] gestreckten Individuen aufweisen. Die Oberfläche dieser kugeligen Aggregate ist zumeist vollständig mit Überwachsungen aus orientiert angeordneten Kristallen der Varietät I bedeckt, was darauf hindeutet, dass die Varietät I später als die Varietät II gebildet wurde und folglich jünger ist als diese. Solche kombinierten und orientierten Aggregat-Kristall-Verwachsungen erreichen Durchmesser von 5 mm. Die Terminierungen dieser Fasern/Nadeln fungieren als Keim für Kristalle der Varietät I. Auf diese Weise ist die Längsachse der immer nach [001] gestreckten Kristalle der Varietät I immer genau rechtwinklig zur Längsachse der unterlagernden Fasern/Nadeln der Varietät II, also tangential zur Oberfläche der Sphärolithe, ausgerichtet. Diese auto-epitaktische Verwachsung der Podlesnoit-Varietäten I und II kann mit der orientierten Verwachsung von Quarz und Chalcedon verglichen werden, wie sie von Georgii Glebowitsch Lemmlein beschrieben worden ist. Hier liegen „normale“ rhomboedrisch-prismatische Quarz-Kristalle auto-epitaktisch auf kugeligen Chalcedon-Aggregaten, die aus nach [1120] oder [1010] gestreckten Quarzfasern bestehen.

### Physikalische und chemische Eigenschaften
Podlesnoit-Kristalle sind farblos-wasserklar, während die Aggregate schneeweiß sind. Ihre Strichfarbe ist hingegen immer weiß. Die Oberflächen der durchsichtigen Kristalle zeigen einen charakteristischen glasartigen Glanz. Aggregate sind durchscheinend. Podlesnoit besitzt entsprechend diesem Glasglanz eine mittlere Lichtbrechung (nα = 1,500; nβ = 1,612; nγ = 1,614) und eine hohe Doppelbrechung (δ = 0,114). Im durchfallenden Licht ist das Mineral farblos und weist keinen Pleochroismus auf.
Podlesnoit zeigt keine Spaltbarkeit, bricht aber aufgrund seiner Sprödigkeit ähnlich wie Quarz, wobei die Bruchflächen muschelig ausgebildet sind. Das Mineral weist eine Mohshärte von 3,5 bis 4 auf und gehört damit zu den mittelharten Mineralen, die sich ähnlich gut wie das Referenzmineral Fluorit (Härte 4) mit dem Taschenmesser leicht ritzen lassen. Die gemessene Dichte für Podlesnoit beträgt 3,62 g/cm³, die berechnete Dichte 3,63 g/cm³.
Podlesnoit-Kristalle zeigen im kurzwelligen UV-Licht eine starke rosaorangefarbe Fluoreszenz, fluoreszieren aber im langwelligen UV-Licht nicht. Die schweeweißen Aggregate zeigen dagegen im kurzwelligen UV-Licht eine schwache bläulichlila Fluoreszenz und im langwelligen UV-Licht eine sehr schwache lilablaue Fluoreszenz.
Die Kristalle des Podlesnoits lösen sich bei Zimmertemperatur in verdünnter und konzentrierter Salzsäure, HCl, unter sehr schwachem Sprudeln langsam auf. Feingemahlenes Podlesnoit-Pulver löst sich hingegen unter starkem Aufschäumen leicht sowohl in verdünnter als auch konzentrierter HCl.

## Bildung und Fundorte
Podlesnoit wurde an seiner Typlokalität in einem kleinen linsenförmigen, 3,2 × 0,9 m großen Hydrothermalkörper entdeckt, der hauptsächlich aus Natrolith bestand und vollständig in urtitischem Gestein saß. Bei diesem Urtit handelt es sich um ein helles plutonisches, feldspatfreies Gestein, welches zur Familie der Ijolith-Gesteine gehört und hauptsächlich aus Nephelin und zu maximal 30 % aus mafischen Mineralen, in diesem Falle Pyroxen (Aegirin-Diopsid), Titanit und Fluorapatit, besteht. Der Hydrothermalit war vom umgebenden Urtit durch eine maximal 10 cm mächtige Übergangszone aus natrolithisiertem Urtit getrennt, die reich an grauweißem faserigem Lorenzenit war und Massen von braunem Cancrinit enthielt.
Podlesnoit fand sich in dem genannten Hydrothermalit in kleinen Hohlräumen in Begleitung der weiter unten genannten Parageneseminerale. Im gesamten Hydrothermalkörper wurden keine Feldspäte, kein Nephelin, Sodalith, Diopsid, Amphibole oder Eudialyt und auch keine zirconiumhaltigen Minerale angetroffen, die in den Alkaligesteinspegmatiten des Chibinen-Massivs sonst sehr verbreitet sind. Aufgrund dieser Tatsache und der Anwesenheit einer Übergangszone zwischen urtitischem Nebengestein und dem Natrolith-Körper wird angenommen, dass es sich tatsächlich um einen reinen Hydrothermalit und nicht um einen Pegmatit handelt.
Typische Begleitminerale des Podlesnoits sind Natrolith, Biotit, Ilmenit, Aegirin, Fluorapatit, stark grünlichgelb im kurzwelligen UV-Licht fluoreszierender Lorenzenit, Barytocalcit, Calcit, Fluorit, Astrophyllit, Burbankit, Lemmleinit-K und Fluorapophyllit-(K). Biotit, Aegirin, Ilmenit und Fluorapatit sind in diesem Hydrothermalkörper die zuerst gebildeten Minerale, während Natrolith und Lorenzenit später entstanden. Calcit, Barytocalcit, Podlesnoit, Fluorit, Astrophyllit, Burbankit, Lemmleinit-K und Fluorapophyllit-(K) stellen die zuletzt gebildeten Minerale dieses Hydrothermalkörpers dar, die sich nur in Hohlräumen finden.
Die chemische Formel des Podlesnoits, BaCa2(CO3)2F2, kann auch als BaCa(CO3)2 • CaF2 wiedergegeben werden. Barytocalcit, BaCa(CO3)2, und Fluorit, CaF2, sind eng mit Podlesnoit vergesellschaftet, wobei Barytocalcit vor Podlesnoit und Fluorit nach Podlesnoit gebildet wurde. Die Kristallisation des Podlesnoits fand möglicherweise in Verbindung mit einer Abnahme der Barium-Konzentration in der hydrothermalen Lösung und einem korrespondierenden Anstieg der Fluor-Konzentration statt. Während die Vergesellschaftung von Barytocalcit und seinen polymorphen Modifikationen Alstonit und Paralstonit mit Fluorit von zahlreichen Fundpunkten bekannt ist, stellt Podlesnoit das erste bekannte natürliche Barium-Calcium-Fluorocarbonat dar und auch sein künstliches Analogon muss erst noch synthetisiert werden. Das ist möglicherweise ein Hinweis darauf, dass das Stabilitätsfeld von Podlesnoit sehr eng ist und dass seine Bildung nur unter sehr eingeschränkten Bedingungen möglich ist.
Als extrem seltene Mineralbildung wurde der Podlesnoit bisher (Stand 2019) lediglich von einem Fundpunkt beschrieben. Die Typlokalität für Podlesnoit ist das nach Sergei Mironowitsch Kirow benannte „Apatitbergwerk Kirow“ (auch „Kirovskii Apatite Mine“, „Kirovsky Mine“, „Kirovskii Mine“ oder „Kirov Mine“, russisch Кировский рудник) südlich des Berges Kukiswumtschorr (Kukisvumchorr) im südlichen Teil des Chibinen-Massivs, Oblast Murmansk, Halbinsel Kola, Russland.
Fundstellen für Podlesnoit aus Deutschland, Österreich und der Schweiz sind damit unbekannt.

## Verwendung
Podlesnoit ist aufgrund seiner Seltenheit nur für den Sammler von Mineralen von Interesse.